# Emin Fahrettin Özdilek
Emin Fahrettin Özdilek, né en 1898 à Bursa et mort le 13 mars 1989 à Ankara, est un homme d'État turc. 
Il fut Premier ministre de la Turquie par intérim entre le 30 octobre et le 20 novembre 1961.